# Wuntho
Wuntho (en shan Wying Hso) és una ciutat de la divisió de Sangaing a Myanmar a la riba d'un afluent del riu Mu, a la part sud de les muntanyes Mangin on hi ha un puig de 1231 metres, proper a la ciutat, que està a la plana de Wuntho. Té unes mines d'or que fan famosa a la ciutat.
El principat tenia 731 km² i 150.000 habitants i era poblat per birmans i shan. La ciutat té uns 50.000 habitants i la població actual és al 90% birmana.

## Història
El principat shan de Wuntho existia des del segle xiii. Saw Nin Mein, una princesa del país filla del príncep de Wuntho, es va casar (vers 1616) amb Thankin Kaw Nyo, príncep del país Karen, i va governar el país karen a la mort del seu marit vers 1640 fins al 1646. Al segle xviii era tributari del rei de Birmània. El 1886 quan els britànics van conquerir Birmània el príncep va haver de sotmetre's. El 1887 els prínceps dels estats shan a l'est foren derrotats, però el príncep de Wuntho era hostil als britànics i estava aliat als prínceps de Kamaing i de Mongkawng i altres i permetia que es refugiaren al seu estat tota mena de lladres i bandits. Finalment els britànics van enviar un cos expedicionari sota el comandament del General Sir George Wolseley per combatre als bandits, cos que va entrar pel nord de l'estat i va provocar la resposta del príncep en forma de revolta. El principat i les seves dependències fou declarat annexionat el 7 de febrer de 1891, essent incorporat al districte de Katha, i el príncep deposat. Després dels combats de Kyaing-Kwintaung (entre Kawlin i Wuntho) i Okkan (22 de febrer de 1891) amb victòria del capità T.A.H. Davies, i altres enfrontaments menors en què les forces britàniques no van tenir problemes per derrotar a les dels prínceps, la rebel·lió va quedar sufocada. El príncep va fugir. Poc després es va dictar una amnistia pels seguidors dels prínceps que deposessin les armes, que va tenir una general acollida favorable, i el 19 de març de 1891 el comissionat del districte va donar per pacificada la zona. El principat va deixar d'existir. Durant el domini britànic gairebé res va alterar la tranquil·litat de Wuntho.
El 1943 fou ocupada pels japonesos i fou seu de la XVIII divisió. Els britànics van tornar el 1945. Des del 1962 s'han produït casos de violació dels drets humans entre activistes de la zona oposats al militars, però no més que en altres regions.

## Sawbaw de Wuntho
- Maung Tha Ywe 1798 - 1827
- Vacant 1827 - 1829
- Maung Shwe 1829 - 1830
- Maung Pe Nge 1830 - 1833
- Shwe Thi 1833 - ?
- San Tit 1849 - 1851
- Mama Shwe Tha 1852 - 1878 (des del 1866 es va fer dir Mahawuntho Thohonbwa)
- Maung Aung Myat 1878 - 1891